# Need for Speed: Payback
Need for Speed: Payback is een computerspel ontwikkeld door Ghost Games en uitgegeven door Electronic Arts voor Windows, PlayStation 4 en Xbox One. Het racespel is uitgekomen op 10 november 2017.

## Gameplay
Het openwereldspel speelt zich af in Fortune Valley, een fictieve versie van Las Vegas in de Amerikaanse staat Nevada. Er zijn drie speelbare personages die elk hun eigen vaardigheden hebben, en die moeten samenwerken om stuntfilm-achtige scènes uit te voeren.
Er zijn 74 auto's aanwezig in het spel, die aangevuld kunnen worden met downloadbare inhoud. Nieuw zijn de terugkeer van auto's van Aston Martin, Audi, Buick, Jaguar, Koenigsegg, Land Rover, Mercury, Pagani en Plymouth. Daarbij zijn auto's van Alfa Romeo, Infiniti, Mini en Pontiac te downloaden in het spel.

## Ontvangst
| Recensiescore             | Recensiescore                 |
| Recensieverzamelaar       | Score                         |
| ------------------------- | ----------------------------- |
| Metacritic                | 62% (pc) 61% (PS4) 61% (XONE) |
| Publicist                 | Score                         |
| Electronic Gaming Monthly | 2                             |
| GameSpot                  | 5                             |
| GamesRadar+               | 3,5/5                         |
| IGN                       | 5,9                           |

Het spel ontving gemengde en matige recensies. Men prees de verbeteringen die waren gedaan ten opzichte van het rebootspel uit 2015. Kritiek was er op de gescripte verhaallijn, gebrek aan politie-achtervolgingen, matige autobesturing en onrealistische schades. Ook was er kritiek op het gebruik van een loot box-achtig systeem.
Op Metacritic, een recensieverzamelaar, heeft het spel scores van 62% (pc-versie) en 61% (voor PlayStation 4- en Xbox One-versies).  